# Agapitus Enuyehnyoh Nfon
Agapitus Enuyehnyoh Nfon (Shishong, 11 de fevereiro de 1964) - padre católico de Camarões, bispo de Kumba desde 2016.
Foi ordenado sacerdote em 22 de março de 1991 e incardinado na diocese de Kumbo. Inicialmente, ele trabalhou como capelão paroquial, bem como catequista em uma escola católica em Kumbo e secretário de um bispo. Depois de completar seus estudos em Roma, começou a trabalhar como professor no seminário de Bambui. Em 2004 tornou-se tesoureiro daquela universidade e, um ano depois, tornou-se seu reitor.
Em 8 de abril de 2011, o Papa Bento XVI o nomeou Bispo Auxiliar de Bamenda. Ele foi sagrado em 31 de maio de 2011.
Em 15 de março de 2016, tornou-se bispo de Kumba, estabelecido na diocese de Buea. 